# 월터 울프 킹

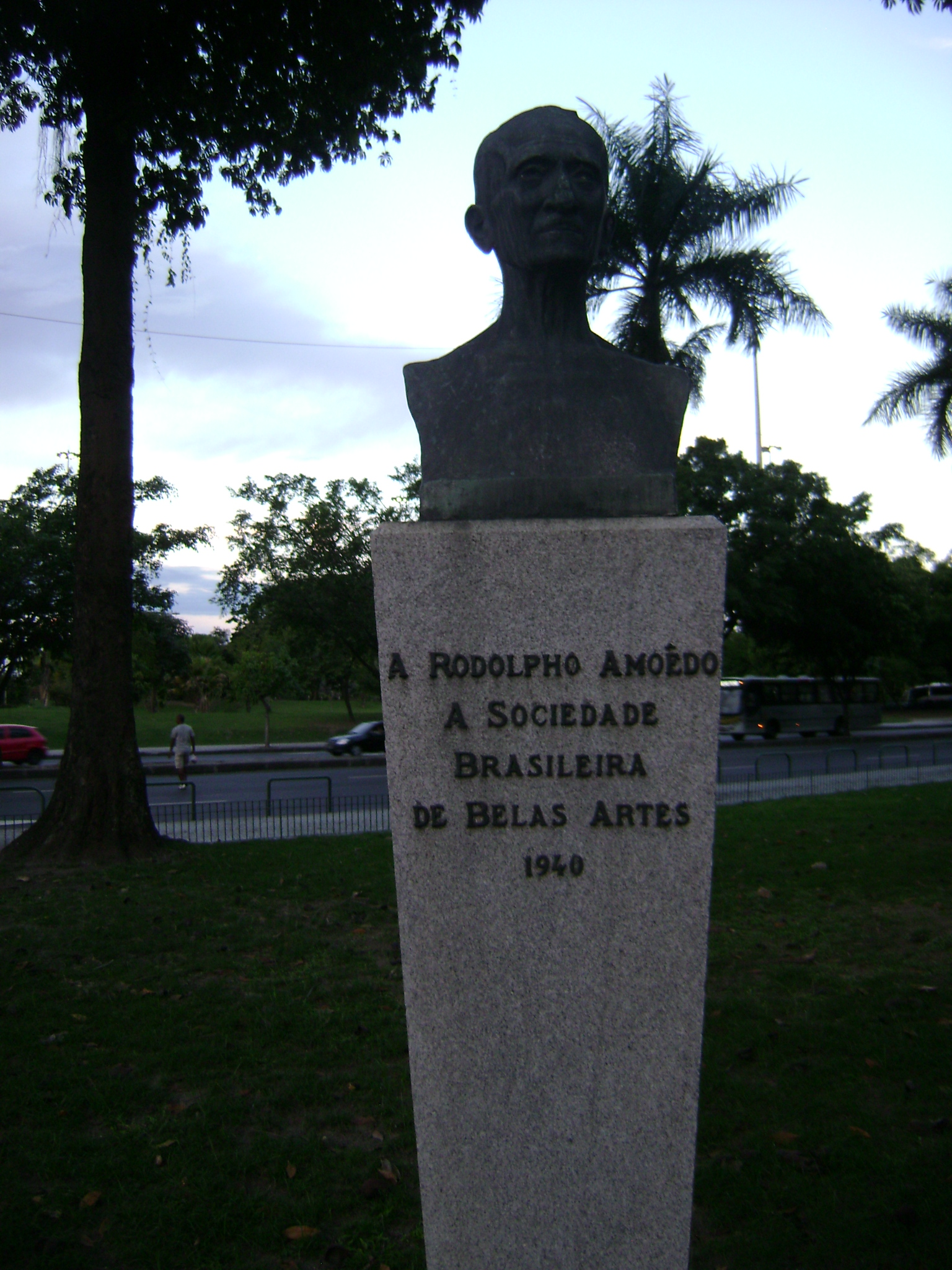

월터 울프 킹(Walter Woolf King, 1899년 11월 2일 ~ 1984년 10월 24일)은 미국의 배우, 가수, 연극 배우, 텔레비전 배우이다.
샌프란시스코에서 태어났으며 베벌리힐스에서 사망하였다.

## 영화
- 닥터 웰비 (1969년)
- 몬스터 가족 (1964년)
- 가장 (1963년)
- 이오지마의 영웅 (1961년)
- 헬렌 모건 스토리 (1957년)
- 러브 어페어 (1957년)
- 보텀 오브 더 보틀 (1956년)
- 프란시스 인 더 네이비 (1955년)
- 콜 미 마담 (1953년)
- 고 웨스트 (1940년)
- 발라라이카 (1939년)
- 오페라의 밤 (1935년)